# CROSS AFTERNOON SHOW RADIO GOO
CROSS AFTERNOON SHOW RADIO GOO（クロス・アフタヌーン・ショー・レディオ・グー）は、福岡県に本社を持つCROSS FMで放送されていたラジオ番組。放送時間は毎週月～金曜日12:00～18:00。北九州本社スタジオからの生放送であった。

## ナビゲーター
- 月曜日>>>永松ケンシ（同局での最後の番組となった）
- 火曜日>>>信川竜太
- 水曜日>>>立山律子
- 木曜日>>>立山律子
- 金曜日>>>永松ケンシ＆ ViVi（両人とも同局での最後の番組となった）

## 概要
- CROSS FM開局10周年を迎える2003年4月の番組改編によりスタートした平日午後のワイド番組。
- この番組は、以前放送されていた「CROSS RADIO 10」、「AFTERNOON BEAT RADIO」を統合し、以前永松ケンシとのクロストークが好評だったViViを加えて始まった。
- ランチタイムから夕方にかけて6時間、リスナーの気持ちにそいながら音楽、情報そして元気を届けていく…というコンセプトで番組がスタート。
- 同局が30代以上の聴取者をターゲットにした番組改編を行ったため、この番組の選曲も以前のヒット曲から現在のヒット曲まで幅広かった。
- メッセージパートが多く、長時間番組の割りには引き締まった内容の番組であった。

## コーナー
- ゾロメ de ハッピー （13:11、14:22、15:33、16:44、17:55）

1:11、2:22、3:33、4:44、5:55といういわゆる「ぞろ目」となる時間に始まるというこの番組ならではのコーナーであった。
コーナーの内容は特には決まっておらず、お得な情報や、心理テスト、プレゼントなど様々である。
番組後半期では「明日への伝言板」放送のため、17:55（5:55）の「ゾロメ de ハッピー」は放送されなかった。
- カラオケ・レンジャー（13:30頃）

30代以上の聴取者がカラオケで歌いそうな曲、もしくはよく歌われていた曲を放送。聴取者のリクエストも受け付けた。
- シー・ブリーズ （14:45頃）

海辺で聞くのに最適な曲をスタッフが選曲し放送、聴取者に海辺でのドライブというヴァーチャルトリップを楽しんでもらうコンセプトのコーナー。
- SNAP SHOT （15:20頃）

タイの旅情報などを伝える。
スポンサーはタイ国政府観光庁で、提供クレジットはViViが英語で紹介したものがジングル化された。
このコーナーは後番組「CROSS AFTERNOON SHOW TENJIN APRES-MIDI」に引き継がれ、現在でも「CROSS POWER CAST」内で続いている。
- CROSS POINT （16:11頃）

スポンサーは西日本新聞社で、提供クレジットはViViが紹介したものがジングル化された。
出来立てほやほやの西日本新聞の夕刊から気になる話題をピックアップ。西日本新聞の記者に電話で話を聞く。このようなスタイルはこの番組からスタートした。
このコーナー自体は後番組「CATEGORY T.T.」に引き継がれ「T.T.JOURNAL」というコーナー名に改題、現在も続いている。
- 北九州シティBOX （17:30頃）

北九州市の話題を紹介。これも「CATEGORY T.T.」内でコーナー名そのままに続いている。
このコーナーは「脇山裕子⇒ルーシー(現在はCROSS POWER CASTの火・木担当)」と「亀谷亜佑香⇒チェルシー（現在は同局での担当番組なし）」が担当していた。
- 明日への伝言板 （17:55頃）

詳細は上記リンク先を参照。この番組の1コーナーという形ではあったものの、ナビゲーターが17:55で番組を閉めていたため、事実上独立した番組であった。
| CROSS FM 平日のワイド番組 | CROSS FM 平日のワイド番組      | CROSS FM 平日のワイド番組 |
| 前番組 | 番組名                         | 次番組 |
| --- | ------------------------------ | --- |
| CROSS RADIO 10 (月-木 10:00-13:00) AFTERNOON BEAT RADIO (月-木 13:00-16:00) CROSS SMILEY FRIDAY (金 10:00-16:00) BRAVO CALLIN' (16:00-20:00) | CROSS AFTERNOON SHOW RADIO GOO | CROSS AFTERNOON SHOW TENJIN APRES-MIDI (12:00-15:00) CROSS TRANSFAR 3 (15:00-16:00) CROSS EVENING SHOW CATEGORY T.T. (16:00-19:00) |